# Gąsewo (Banie Mazurskie)
Gąsewo (deutsch Gassöwen, 1938–1945 Heidenberg B) ist ein kleiner Ort im Nordosten der Woiwodschaft Ermland-Masuren. Er ist ein Wohnplatz in der Ortschaft Grodzisko (bis 1925 Grodzisko, 1925–1938 Schloßberg, 1938–1945 Heidenberg) im Verbund der Landgemeinde Banie Mazurskie (Benkheim) im Powiat Gołdapski (Kreis Goldap).
Gąsewo liegt im Nordosten der Woiwodschaft Ermland-Masuren, 19 Kilometer östlich der früheren Kreisstadt Angerburg (polnisch Węgorzewo) und 23 Kilometer südwestlich der heutigen Kreisstadt Gołdap (deutsch Goldap).

## Geschichte
Das kleine seinerzeit Gassewen genannte Dorf, dessen Namensschreibweise sich nach 1785 auf Gassöwen änderte, bestand aus mehreren kleinen Höfen und Gehöften. Im Jahr 1874 wurde es in den neu errichteten Amtsbezirk Grodzisko, der – 1925 in Amtsbezirk Schloßberg und 1939 in Amtsbezirk Heidenberg umbenannt – bis 1945 zum Kreis Angerburg im Regierungsbezirk Gumbinnen der preußischen Provinz Ostpreußen gehörte.
Im Jahr 1910 zählte Gassöwen 97 Einwohner. Am 1. April 1938 verlor der Ort seine Eigenständigkeit und wurde nach Schloßberg (bis 1925 Grodzisko) eingemeindet. Wenige Monate später wurde Schloßberg in Heidenberg umbenannt, und der Ortsteil Gassöwen erhielt die Namensbezeichnung Heidenberg B.
Nach dem Zweiten Weltkrieg kam der Ort 1945 mit dem südlichen Ostpreußen zu Polen und trägt seither die polnische Namensform Gąsewo. Wie seit 1938 ist er wieder ein Teil der Ortschaft Grodzisko, die zur Landgemeinde Banie Mazurskie (Benkheim) im Powiat Gołdapski (Kreis Goldap) gehört.

## Religionen
Kirchlich war Gassöwen bis 1945 in die evangelische Kirche Kutten (polnisch Kuty) bzw. in die katholische Kirche Zum Guten Hirten Angerburg eingepfarrt. Heute gehört der Ort zur evangelischen Filialgemeinde Węgorzewo der Pfarrei Giżycko (Lötzen) in der Diözese Masuren der Evangelisch-Augsburgischen Kirche in Polen bzw. zur katholischen Pfarrei Banie Mazurskie im Bistum Ełk (Lyck) der Römisch-katholischen Kirche in Polen.

## Verkehr
Verkehrstechnisch ist Gąsewo über eine Stichstraße erreichbar, die von der Nebenstraße, die Banie Mazurskie (Benkheim) mit Pozezdrze (Possessern, 1938–1945 Großgarten) verbindet, in östlicher Richtung abzweigt. Eine Bahnanbindung besteht nicht.